# 8e division de montagne (Allemagne)
Pour les articles homonymes, voir 8e division.
La  8e division de montagne (en allemand : 8. Gebirgs-Division) est une des divisions d'infanterie de montagne de l'armée allemande (Wehrmacht) durant la Seconde Guerre mondiale.

## Création et différentes dénominations
La 8. Gebirgs-Division est formée le 27 février 1945 par la redésignation de la 157. Gebirgs-Division.
La division se rend en Italie en mai 1945.

## Organisation

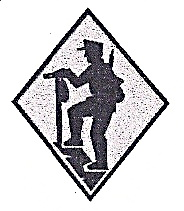
Autre logo

### Commandants
| Date                         | Grade           | Commandant                |
| ---------------------------- | --------------- | ------------------------- |
| 27 février 1945 - 3 mai 1945 | Generalleutnant | Dipl. Ing. Paul Schricker |

### Officier d'opérations (Ia)
| Date                         | Grade | Commandant       |
| ---------------------------- | ----- | ---------------- |
| 27 février 1945 - 3 mai 1945 | Major | Johannes Koepper |

## Composition
- Gebirgsjäger-Regiment 296
- Gebirgsjäger-Regiment 297
- Gebirgs-Artillerie-Regiment 1057
- Feldersatz-Bataillon 1057
- Panzerjäger-Abteilung 157
- Aufklärungs-Abteilung 1057
- Gebirgs-Pionier-Abteilung 1057
- Gebirgs-Nachrichten-Abteilung 1057
- Kommandeur der Divisions-Nachschubtruppen 1057
- Kraftfahr-Kompanie 1057
- Gebirgs-Fahr-Kolonne 1057
- Gebirgs-Nachschub-Kompanie 1057
- Werkstatt-Kompanie (mot) 1057
- Bäckerei-Kompanie (mot) 10570
- Schlächterei-Kompanie (mot) 1057
- Verwaltungs-Kompanie (mot) 1057
- Gebirgs-Sanitäts-Kompanie (t.mot) 1057
- Krankenkraftwagen-Kompanie 1057
- Gebirgs-Veterinär-Kompanie 1057
- Feldpostamt (mot) 1057

## Théâtres d'opérations
- France : 1942 - janvier 1945
- Italie : février 1945 - Mai 1945